# Ардашир I (кушаншах)
Ардашир I (пехл. Ṛtaxšira; д/н — 245) — 1-й кушаншах у 233—245 роках. Ім'я перекладається як «Пануючий, спираючись на істину». У середньоперській мові є варіантом давньоперського імені Артаксеркс.

## Життєпис
Походив з династії Сасанідів. Був сином або небіжем шахиншаха Ардашира І. У 230—233 роках останній завдав низки поразок кушанському цареві Канішці II, захопивши Тохаристан. Значнуйого частину передав Ардаширові з титулом «цар кушан» (кушаншах). Той в свою чергу визнав зверхність шахиншаха Персії.
Протягом свого панування намагався зміцнити державу й не допустити поновлення влади кушан. Багато уваги приділяв відродженню господарства й торгівлі. Став карбувати власну монету з написом бактрійською мовою «AP∆AÞΟPΟ KΟÞANΟ ÞAΟ» («Ардашир, цар кушан»), а на реверсі було зображено богиню Анаїт. Це свідчить про бажання отримати підтримку місцевої знаті. Про зміцнення його становища свідчать наступні монети з написом вже середньоперською мовою «Ардашир, що поклоняється Агура Мазді, великий цар кушан».
Вважається, що зміг розширити владу на Согдіану, а також Ферганську долину і область Чач (скориставшись послабленням держави Вей). В іншому напрямку відвоював більшу частину Гандхари в кушан.
Помер Ардашир I 245 року. Йому спадкував син Пероз I.